# Valley City (Dakota del Norte)
Valley City es una ciudad ubicada en el condado de Barnes en el estado estadounidense de Dakota del Norte. En el censo de 2010 tenía una población de 6585 habitantes y una densidad poblacional de 734,61 personas por km².

## Geografía
Valley City se encuentra ubicada en las coordenadas 46°55′21″N 98°0′18″O / 46.92250, -98.00500. Según la Oficina del Censo de los Estados Unidos, Valley City tiene una superficie total de 8.96 km², de la cual 8.96 km² corresponden a tierra firme y (0%) 0 km² es agua.

## Demografía
Según el censo de 2010, había 6585 personas residiendo en Valley City. La densidad de población era de 734,61 hab./km². De los 6585 habitantes, Valley City estaba compuesto por el 95.22% blancos, el 1.25% eran afroamericanos, el 0.73% eran amerindios, el 0.82% eran asiáticos, el 0.03% eran isleños del Pacífico, el 0.24% eran de otras razas y el 1.72% pertenecían a dos o más razas. Del total de la población el 1.46% eran hispanos o latinos de cualquier raza.